# Episodi di Due poliziotti a Palm Beach (terza stagione)
La terza stagione della serie televisiva Due poliziotti a Palm Beach è stata trasmessa in anteprima negli Stati Uniti d'America da USA Network tra il 26 settembre 1993 e il 27 marzo 1994.
| nº | Titolo originale          | Titolo italiano | Prima TV USA      | Prima TV Italia |
| -- | ------------------------- | --------------- | ----------------- | --------------- |
| 1  | Crime of Love             |                 | 26 settembre 1993 |                 |
| 2  | Team Spirit               |                 | 3 ottobre 1993    |                 |
| 3  | The Perfect Alibi         |                 | 10 ottobre 1993   |                 |
| 4  | To Serve and Protect      |                 | 17 ottobre 1993   |                 |
| 5  | Tough Love                |                 | 24 ottobre 1993   |                 |
| 6  | Sex, Lies and Yellow Tape |                 | 31 ottobre 1993   |                 |
| 7  | Schemes Like Old Times    |                 | 7 novembre 1993   |                 |
| 8  | Love Never Dies           |                 | 14 novembre 1993  |                 |
| 9  | Daddy Dearest             |                 | 21 novembre 1993  |                 |
| 10 | Ladies Night Out          |                 | 5 dicembre 1993   |                 |
| 11 | The Party's Over          |                 | 12 novembre 1993  |                 |
| 12 | Killer Cop                |                 | 9 gennaio 1994    |                 |
| 13 | T.K.O.                    |                 | 16 gennaio 1994   |                 |
| 14 | Judas Kiss                |                 | 23 gennaio 1994   |                 |
| 15 | Love Bandit               |                 | 30 gennaio 1994   |                 |
| 16 | Whore Wars                |                 | 6 febbraio 1994   |                 |
| 17 | The Scarlet Shadow        |                 | 13 febbraio 1994  |                 |
| 18 | Head 'N' Tail             |                 | 20 febbraio 1994  |                 |
| 19 | Freudian Slip             |                 | 27 febbraio 1994  |                 |
| 20 | The Last Campaign         |                 | 6 marzo 1994      |                 |
| 21 | The Deep End              |                 | 13 marzo 1994     |                 |
| 22 | Mother Love               |                 | 20 marzo 1994     |                 |
| 23 | Dark Heart                |                 | 27 marzo 1994     |                 |